# Головино (Конаковский район)
Головино — деревня в Конаковском районе Тверской области. Входит в состав Первомайского сельского поселения.

## География
Находится в юго-восточной части Тверской области на расстоянии приблизительно 16 км на северо-запад от города Конаково на левом берегу речки Сосца (приток Сози).

## История
Известна с 1661 года как пустошь. Деревня отмечается с 1719 года как владение поручика Ододурова. В 1859 году учтено 16 дворов, в 1900 — 22. В 1931 году был создан колхоз «Красный строитель».

## Население
Численность населения: 163 человека (1859 год), 254 (1900), 8 человек (русские 100 %)в 2002 году, 1 в 2010.